# Coalhouse Fort

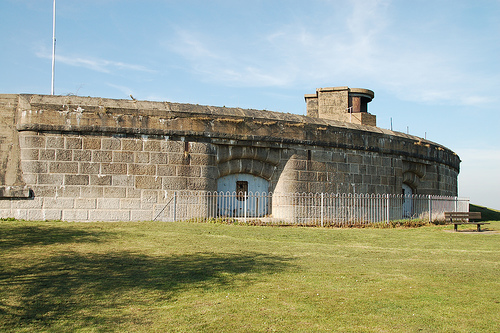
Coalhouse Fort

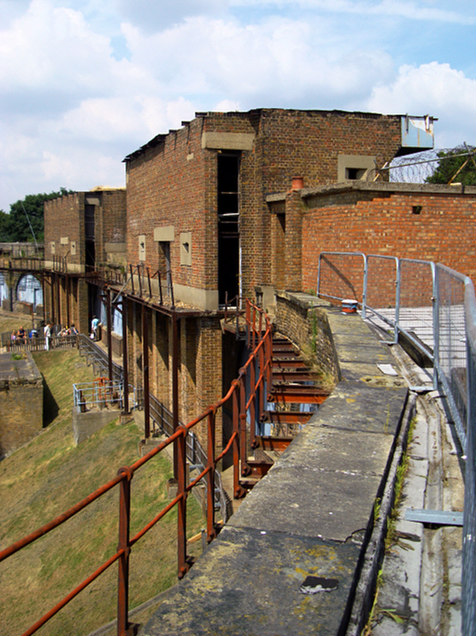
Coalhouse Fort mit Wallgang

Coulhouse Fort ist eine britische Festungsanlage in der Nähe der Stadt Tilbury (Thurrock, Essex) am Ufer der Themse, 3,7 km flussabwärts von Tilbury Fort. Direkt gegenüber, am rechten Flussufer in ungefähr 1,5 km Entfernung steht das Cliffe Fort.

## Geschichte
Das erste, nicht mehr bestehende Fort war einst Standort einer Artillerie-Batterie. In den 1860er-Jahren begann auf Betreiben der Royal Commission on the Defence of the United Kingdom der Wiederaufbau zu Küstenschutzzwecken und als Teil eines Verteidigungnetzes vor der britischen Hauptstadt London. Die Fertigstellung des Fort erfolgte 1874.
Im Zweiten Weltkrieg war Coalhouse Fort mit Apparaten zur Magnetfeldüberwachung von Schiffen ausgestattet, um gegen Minen vorzugehen. Die Anlage war mit Wrens, dem Königlichen Marinedienst der Frauen, und Ziviltechnikern besetzt. Die Besatzung war wegen der verwendeten Technologie zu strenger Geheimhaltung verpflichtet. Heute befindet sich in den Räumlichkeiten ein Museum mit Ausstellungsstücken über den Ersten und Zweiten  Weltkrieg. Führungen durch die Festung sind möglich.

## Aufbau
Coalhouse Fort liegt unmittelbar am Themse-Ufer, es ist nur durch ein schmales Landstück und einem „feuchten Graben“ vom Fluss getrennt. Außer einem Brunnen, einer Zisterne und einem Tunnel, der die Außenmauern unterläuft, gibt es im Fort keine unterirdischen Gebäudestrukturen. Ein Problem ist der Standort: wegen seiner Nähe zum Fluss und dem sumpfigen Untergrund war und ist das Fort von Wassereinbrüchen bedroht. Die der Themse zugewandte Wallmauer ist bogenförmig gekrümmt; landeinwärts besteht Coalhouse Fort aus gerade verlaufendem Mauerwerk um einen unregelmäßigen Innenhof mit einer Bastei an der Nordwestecke.